# فريدريك ماير
فريدريك ماير (بالألمانية: Fred Mayer)‏ (و. 1921 – 2016 م) هو عميل (جاسوسية)، من ألمانيا، الولايات المتحدة الأمريكية . ولد في فرايبورغ .
توفي في تشارلز تاون .

## جوائز
حصل على جوائز منها:
- وسام "العمل الشجاع في الحرب الوطنية العظمى 1941-1945
- Purple Heart
- وسام الاستحقاق.

## روابط خارجية
- فريدريك ماير على موقع IMDb (الإنجليزية)